# ボヤント・オハー国際空港
ボヤント・オハー国際空港（ボヤント・オハーこくさいくうこう、モンゴル語: Буянт-Ухаа олон улсын нисэх буудал, 英語: Buyant-Ukhaa International Airport）は、モンゴル国の首都・ウランバートルから南に10km程の位置にある空港である。2005年12月から2020年7月までの名称はチンギスハーン国際空港（チンギスハーンこくさいくうこう、モンゴル語: Чингис хаан олон улсын нисэх онгоцны буудал、英語: Chinggis Khaan International Airport）であったが、新空港開港に伴い旧称に復した。

## 概要
1957年2月19日に開港、1958年にイルクーツク、北京へ国際便が運航、1961年より定期便が運航される。旅客取扱い数は年間48万人（2004年）。
南側、東側に山があり運航の障害になるほか、風の影響による遅延、欠航も多くなっている。
常に滑走路の北西方向(14)からの離着陸となっており、年間のうち5か月は利用可能時間が85%以下となり、ICAOの基準(95%)を大幅に下回っている。

## 開港後の歴史
1986年、空港ターミナルビルの改装工事が完成する。
2005年12月21日、モンゴル国建国800年を記念して、ボヤント・オハー空港 (Buyant Ukhaa Airport) から チンギスハーン国際空港に名称が変更された。
2020年7月1日、建設中の新ウランバートル国際空港が チンギスハーン国際空港 (英語: Chinggis Khan International Airport) として開港するのに先立ち、旧名である「ボヤント・オハー国際空港」に名称が復した。
新しいチンギスハーン国際空港は同年10月に開港する予定であったが、延期となる。チンギスハーン国際空港開港後は国際線はすべて同空港から運航される予定である。

## 就航航空会社と就航都市
（2020年現在、新型コロナウイルス感染症の流行のため、不定期運航）

## 空港アクセス
- タクシー ウランバートル市中心部まで約30分
- バス No.11, 22 (空港ターミナルとバス停の間は、10分ほど徒歩で移動する。空港勤務者向け。)